# Либерални форум
Либерални форум (скраћено LIF) је мала либерална политичка партија у Аустрији. На њеном челу је тренутно Ангелика Млинар. Партија је члан Либералне интернационале и Европске либералнодемократске и реформске партије. Основана је 4. фебруара 1993. издвајањем из Слободарске партије Аустрије. Партија заступа идеологију класичног либерализма.